# UHF Follow-on
Il sistema Ultra High Frequency Follow-On (UFO) è un programma del Dipartimento della Difesa degli Stati Uniti (DoD) sponsorizzato e realizzato dalla Marina militare statunitense allo scopo di fornire un sistema di comunicazioni per truppe aviotrasportate, navi, sottomarini e forze di terra. La costellazione dei satelliti del sistema UFO, che raggiungerà gli 11 esemplari, ha rimpiazzato quella del Fleet Satellite Communications System (FLTSATCOM). Il segmento terminale a terra consiste di attrezzature e personale presso le stazioni di comunicazione satellitari già esistenti. I veicoli spaziali sono controllati dal Naval Satellite Operations Center (NAVSOC) con sede alla Naval Base Ventura County di Point Mugu, in California.
I satelliti, che operano nella banda ad altissima frequenza (UHF-Ultra high frequency) principalmente da utilizzatori tattici. UFO garantisce più del doppio dei canali forniti da FLTSATCOM e ha circa il 10 per cento di potenza in più per canale. Il pacchetto EHF-Extremely high frequency sui satelliti dal numero 4 al numero 11 dispone di un fascio che copre l'intera superficie terrestre e un fascio manovrabile di ampiezza spot pari a 5 gradi, che ne migliora l'utilizzo tattico. La capacità di operare in banda EHF permette anche alla rete UFO di connettersi al sistema strategico Milstar. I satelliti otto, nove e dieci sono anche muniti di un sistema di trasmissione globale nella banda Ka.
Il primo lancio di un satellite UFO ha avuto luogo il 25 marzo 1993, mentre il completamento della costellazione è legato alle esigenze di sostituzione dei satelliti obsolescenti della costellazione FLTSATCOM. Il vettore di lancio di elezione del sistema è il missile Atlas II, anche se è prevista una compatibilità con sistemi di navetta spaziale. The UFO bus and carico utile pesano 1,04 tonnellate. La pannellatura del modulo fotovoltaico si estende per 18,4 m ed è in grado di produrre 2.500 watt alla fine dei 14 anni del ciclo pianificato di operatività.
Il sistema UHF supporta utenti stazionari e mobili, come strumenti man-portable, navi, sottomarini, aerei e altri terminali mobili.
È previsto che il sistema UFO Follow-on system sia rimpiazzato dal Mobile User Objective System (MUOS).